# Runebergsdagen
Runebergsdagen firas i Finland den 5 februari till minne av nationalskalden Johan Ludvig Runeberg, som föddes denna dag 1804. Dagen är flaggdag sedan 1952.
J.L. Runeberg (1804–1877) hyllades redan under sin livstid som Finlands nationalskald. Han firades offentligt första gången i Jakobstad på sin femtioårsdag 1854. År 1858 framförde Borgås gymnasister för första gången en sångarhyllning utanför hans bostad i Borgå. År 1866 inleddes en tradition i Borgå  genom en kvällsfest den 5 februari som hade sina rötter i finska Konstnärsgillets årsfest. Den utvecklades till en större fest, först i societetshuset och från och med 1930-talet på Kulturhuset Grand. En tradition med tablåer i samband med festerna fortsatte in på 1980-talet.
År 1874 började frivilliga brandkåren i Borgå uppvakta Runeberg på födelsedagen. Efter dennes död inleddes en tradition med fackeltåg, där också manskören Borgå sångarbröder deltog. Man började hålla högtidligheter vid de statyer som restes till hans minne i bl.a. Helsingfors och Borgå. I Helsingfors anordnade Konstnärsgillet särskilda Runebergsfester, och det var i samband med dessa benämningen Runebergsdagen etablerades. Svenska litteratursällskapet i Finland som grundades 1885 valde Runebergsdagen som sin årsdag. Då etablerades traditionen med fackeltåg samt sång och kransnedläggning vid hans staty. Runebergsfester ordnades också i skolor, i ungdomsföreningar och andra föreningar. Programmet bestod typiskt av festtal, tablåer och uppläsning av Runebergs verk. Under 1900-talet fick Runebergsdagen ett nytt uppsving under krigsåren 1939-1944, då synen på Runeberg som samlande nationalskald åter aktualiserades.
Olika slag av programaftnar ordnas fortfarande på Runebergsdagen. Betoningen ligger ofta på litteratur och kultur, snarare än personen Runeberg. De pris som utdelas till författare och forskare på Svenska litteratursällskapets i Finland årshögtid, liksom det litterära Runebergspriset och Runeberg juniorpriset får stor uppmärksamhet.
Ofta firas denna dag med bakelsen runebergstårta. Det finns flera olika moderna varianter av runebergstårtan, men ursprunget är sannolikt ett cylinderformat bakverk som sockerbagaren Lars Henrik Astenius i Borgå tillverkade redan på 1840-talet enligt ett recept från S:t Petersburg.Tårtan kom att förknippas med Johan Ludvig Runeberg, och spreds redan på 1800-talet via konditorier och bagerier. Under 1900-talet började den allt tydligare höra ihop med just Runebergsdagen.

## Utmärkelser
På Runebergsdagen utdelas flera litterära priser.
- Runebergspriset (sedan 1896)
- Tollanderska priset (sedan 1913)
- Runeberg Junior-priset (sedan 2017)